# Anne Main
Anne Margaret Main (née le 17 mai 1957) est une femme politique du parti conservateur qui est députée de St Albans dans le Hertfordshire de 2005 à 2019.

## Jeunesse
Main est née à Cardiff, au Pays de Galles en 1957. Elle fait ses études à l’Église Bishop of Llandaff, au Wales High School, à Rookwood Close, à Llandaff, Cardiff. Elle étudie l'anglais à l'Université de Swansea où elle obtient un BA, et où elle rencontre son premier mari, Stephen. Elle obtient ensuite un PGCE de l'Université de Sheffield. Elle déménage dans la région de Londres et enseigne l'anglais et le théâtre dans une école polyvalente du centre de Londres.

## Carrière politique
La carrière politique de Main commence en 1999, lorsqu'elle est élue conseillère municipale à Beaconsfield dans le Buckinghamshire. Elle est conseillère du quartier sud de Beaconsfield au conseil du district de South Bucks de 2001 à 2005.
Aux élections générales de 2005, elle est élue députée de St Albans, battant le député travailliste Kerry Pollard, réalisant un swing de 6,6%.
En novembre 2005, Main soutient David Cameron lors de l'élection à la direction du Parti conservateur, après avoir initialement soutenu son rival David Davis.
Bien que sanctionnée lors du scandale des dépenses parlementaires, en 2009, elle conserve son investiture. Aux élections générales de 2010, elle conserve son siège avec une majorité accrue, malgré un basculement de 3,75% vers les libéraux démocrates. En 2015, elle porte sa majorité à 12732 voix, recueillant quelques voix des libéraux démocrates dans le cadre de l'effondrement du soutien de ce parti à l'échelle nationale.
Lors de l'élection générale anticipée de 2017, Main obtient 43% des voix, Daisy Cooper (libéral démocrate) 32%, Kerry Pollard (travailliste) 23% et Jack Easton (Parti vert) 2%. L'UKIP refuse de présenter un candidat en reconnaissance des opinions eurosceptiques de Main. Elle devient présidente du groupe parlementaire multipartite (APPG) sur le Bangladesh et siège à un certain nombre de comités spéciaux, et devient membre du Comité des présidents. Lors du référendum de 2016 sur l'UE, Main fait campagne pour un vote «Quitter».
Contre le mouvement national, elle perd son siège au profit de la candidate libérale démocrate Daisy Cooper aux élections générales de 2019.
Main est nommée Commandeur de l'Ordre de l'Empire britannique (CBE) dans les honneurs d'anniversaire 2020 pour le service public et parlementaire.

## Vie privée
Main vit avec sa famille à Bourne End. Elle épouse son premier mari Stephen Tonks en 1978, et ils ont un fils et deux filles. Stephen Tonks est décédé d'un cancer à l'âge de 34 ans. En 1995, elle épouse Andrew Main, un chef d'entreprise, avec qui elle a un quatrième enfant.